# Mare de Déu del Pont d'Orís
La Mare de Déu del Pont d'Orís era una església romànica del terme municipal de Gavet de la Conca, dins de l'antic terme de Sant Serni, a la comarca del Pallars Jussà. Era a poca distància al sud-est de la confluència del riu de Gavet amb la Noguera Pallaresa i a prop d'un antic pont, que donà nom al lloc.
Fins al 1936 s'hi celebrà un aplec molt popular a tota la comarca. És una església poc documentada al llarg de la història, tot i que les imatges antigues que se'n conserven mostren un edifici clarament romànic. Tanmateix, un document del 973 situa una església de Santa Maria en una zona molt propera, si no la mateixa. Desaparegué en construir-se la central hidroelèctrica de Reculada, una de central de la cadena de salts que va començar amb la construcció de la central hidroelèctrica de Talarn. Només en queda el perímetre dels murs, en un lloc embardissat i tapat per la runa de l'antiga església. Tanmateix, se sap que era un temple d'una sola nau, amb absis semicircular a llevant, fet amb un aparell molt rústec i irregular.